# 国际佛教电影节
国际佛教电影节（英語：The International Buddhist Film Festival，缩写IBFF）或称佛教电影节（英語：Buddhist Film Festival，缩写BFF），有时也译作国际佛学电影节，是一个全球性的佛教主题电影节，囊括了所有的电影种类，如长片、短片、纪录片、动画、实验片、儿童片和电视节目等。该电影节给公众提供了更深入、更好地了解佛教的平台，也爲电影产业的發展起到推动作用。目前电影节已入驻了超过20个国家的代表。

## 历史
佛教电影基金会（Buddhist Film Foundation, Inc. ）成立于2000年，最初叫佛教电影协会（Buddhist Film Society），国际佛教电影节是隶属於基金会的重要项目。执行理事加埃塔诺·梅达（Gaetano Maida）於2000年时曾表示：“人们不像以往那样阅读书籍，需要转变观念，电影媒介可以让从未跨越过思想藩篱的大众启迪思维；佛教电影节试图成为这样的一种资源，啟發电影人、教育者以及观众。”

## 举办
电影节至今已在以下国家、地区举办过展出活动：
- 2003年，美国洛杉矶
- 2004年，美国华盛顿特区
- 2005年，美国旧金山
- 2006年，荷兰阿姆斯特丹
- 2007年，新加坡
- 2008年，墨西哥墨西哥城
- 2009年，英国伦敦
- 2011年，斯里兰卡科伦坡[1]
- 2012年，香港[2]
- 2015年，马来西亚槟城[3]
- 2016年，马来西亚霹雳州[4]

## 佛教电影档案馆
电影节和美国加州大学伯克利分校佛教研究中心组建了首个独立的佛教电影档案馆（Buddhist Film Archive）。

## 註释
1. ↑  .   [2018-12-18]. （原始内容存档于2018-12-18）.
2. ↑  .   [2018-12-18]. （原始内容存档于2018-12-19）.
3. ↑  .   [2018-12-18]. （原始内容存档于2018-12-18）.
4. ↑  .   [2018-12-18]. （原始内容存档于2021-06-19）.